# Domenico Bartolucci
Domenico Bartolucci (Borgo San Lorenzo, Toscana, 7 de maig de 1917- Roma, 11 de novembre de 2013) va ser un clergue, compositor, director de cors i cardenal italià.
Ingressà de molt jove al seminari de Florència, on de seguida destacà com a cantaire. Prosseguí els estudis eclesiàstics juntament amb els musicals, i l'any 1939 obtingué el diploma de composició al Conservatori de Florència poc abans de la seva ordenació sacerdotal. Immediatament fou nomenat director del cor de la catedral d'aquella ciutat, quan ja havia iniciat la seva carrera com a compositor.
L'any 1942 es diplomà al Pontifici Institut de Música Sacra de Roma i tot seguit fou nomenat mestre de cor adjunt de la Basílica de Sant Joan del Laterà alhora que estudiava perfeccionament del cant coral a l'Accademia Nazionale di Santa Cecilia amb el mestre Ildebrando Pizzetti. L'any 1947 for nomenat director del cor de la Basílica de Santa Maria Major en substitució de Licinio Refice.
El 1952 el compositor i director Lorenzo Perosi el reclamà com a ajudant de direcció del cor de la Capella Musical Pontifícia, l'anomenada "Cappella Sistina". Quan Perosi morí el 1956, el papa Pius XII el nomenà director titular perpetu d'aquest cor oficial del Vaticà, càrrec en el qual va romandre més de quaranta anys. Aconseguí elevar-lo a la condició d'una de les primeres agrupacions corals del món, prenent part no tan sols a les més importants cerimònies vaticanes, sinó efectuant gires de concerts internacionals. Es mostrà absolutament contrari no tan sols al progressiu abandonament del llatí i del cant gregorià en la litúrgia, sinó a la banalització de la música sacra a partir de les directrius del Concili Vaticà II. Feu també importants gires de concerts sinfònico-corals al capdavant del cors de l'Accademia Nazionale di Santa Cecília de Roma –de la qual era des del 1965 catedràtic de direcció coral- i de la RAI, Radiotelevisió Italiana.
L'any 1997, puix que la seva línia artística no s'adeia a les cerimònies populistes i multitudinàries tant volgudes pel papa Joan Pau II, a desgrat del seu nomenament vitalici i enmig d'una gran polèmica, Bartolucci fou destituït fulminantment. Tanmateix el nou papa Benet XVI, que quan era cardenal havia estat el seu valedor més important, no el restituí en el càrrec a causa de la seva edat avançada, però reclamà Bartolucci per a dirigir el concert inaugural del seu pontificat (2006). En el consistori de novembre de 2010 el creà cardenal diaca de Ss. Nomi di Gesù e Maria in Via Lata; per petició pròpia, el papa l'eximí de la preceptiva consagració episcopal.
Considerat el major expert en l'obra de Giovanni Pierluigi da Palestrina, la seva producció com a compositor comprèn més de dos-cents motets, uns setanta himnes, uns seixanta madrigals, trenta-dues misses, una òpera, cinc oratoris, un concert per a piano i orquestra i diverses composicions per a conjunts de càmera. Tota aquesta obra, dintre de l'estil clàssic més acurat, ha estat reunida en quaranta-nou volums.
Com a director de la "Capella Sixtina, va tenir alumnes com l'empordanès Frederic Pujol i Tarrés.